# 伦佩特山
伦佩特山（英語：Renpet Mons）是一座大型盾状火山，位于金星脊带区东部。直径300公里(190英里)，是雪姑娘平原上大量堆积的熔岩流的主要来源地。